# Кантарбаев, Ардак Амангельдинович
Ардак Амангельдинович Кантарбаев (каз. Ардақ Амангелдіұлы Қаңтарбаев; род. 18 февраля 1968, Баянаульский район, Павлодарская область, Казахская ССР) — казахстанский государственный деятель, аким города Экибастуза (2020—2022).

## Биография
Родился 18 февраля 1968 года в Баянаульском районе Павлодарской области.

### Образование
В 1994 году окончил Казахский государственный национальный университет имени аль-Фараби по специальности «юрист».
В 2009 году окончил Казахскую головную архитектурно-строительную академию по специальности «инженер-строитель».
В 2018 году получил степень магистра государственного и муниципального управления в Российской академии народного хозяйства и государственной службы при Президенте Российской Федерации.

### Трудовая деятельность
Трудовую деятельность начал в 1986 году плотником на тресте «Экибастузэнергожилпромстрой».
В 1989 году работал учеником токаря и токарем-полуавтоматчиком на Алма-Атинском заводе.
В разные годы работал младшим научным сотрудником Института государства и права Национальной академии наук Республики Казахстан, служил в Налоговой полиции Республики Казахстан.
В 2002—2006 гг. — директор ТОО «Алматинское бюро технической инвентаризации».
В 2006—2008 гг. — директор ГККП акимата города Алматы «СейсмоСтройЗащита».
В 2008—2009 гг. — директор ТОО «AlmaRealty.kz».
В 2009—2012 гг. — специалист, начальник отдела Департамента юстиции города Алматы.
В 2012—2016 гг. — руководитель Департамента юстиции Павлодарской области.
В 2016—2019 гг. — аким Майского района Павлодарской области.
В 2019—2020 гг. — заместитель директора ТОО «Май Агро-М».
С 25 сентября 2020 года по 8 августа 2022 года — аким города Экибастуза.